# Курський державний університет
Курський державний університет — один з вищих навчальних закладів Курську, який був заснований в 1934 році.

## Історія

### До 1934
Першим серед попередників університету можна вважати приватний пансіон шляхетних дівиць, відкритий в Курську в 1794 році французом Ренедом. У 1860 році він був перетворений в Маріїнське училище першого розряду.
У 1901 році для училища було закладено нову будівлю на вулиці Флорівській (нині Радищева). Будівництво було завершено через два роки. У цьому будинку досі розташовується Курський державний університет.
З 1902 року Маріїнське училище отримало статус гімназії, а в 1918 році гімназія була перетворена в учительський інститут, який з 1919 року став називатися педагогічним. В той час викладання велося на біолого-географічному, літературно-художньому, фізико-математичному, словесно-історичному і дошкільному факультетах. Інститут випускав викладачів шкіл II ступеня, вчителів праці з агрономічним ухилом і вихователів дошкільних дитячих установ.
Інститут припиняв свою діяльність під час захоплення міста білогвардійськими військами генерала Денікіна і відновив роботу на початку 1920 року. Він знову був перетворений, отримавши назву "інститут народної освіти". Були створені історико-філологічний, физико-математичний, агрономічний і дошкільний факультети, контингент студентів становив 650 чоловік, контингент викладачів - 50 наукових співробітників. У 1921 році агрономічний факультет був перетворений у сільськогосподарський інститут.
У 1921 році Курський інститут народної освіти перейменовується в Курський педагогічний інститут, а в 1922 році - в Курський практичний інститут народної освіти. У 1923 році інститут закривається, студенти передаються на навчання в Курський педагогічний технікум.

### Після 1934
У 1934 році постановою Раднаркому СРСР в Курську на базі Курського педагогічного технікуму відкривається державний педагогічний інститут. Чотирирічне навчання спочатку велося на факультетах історії, а також російської мови і літератури. Перший набір склав близько 200 студентів, не рахуючи переведених з Орловського педагогічного інституту.
У 1937 році відкривається заочне відділення, в 1940 - аспірантура, з 1941 року видаються "Вчені записки". У 1941 інститут евакуювався в м. Сарапул Удмуртської АРСР. Повернення в Курськ відбувається в 1943 році. Тоді ж відкривається факультет географії. Після війни відкриваються физико-математичний факультет і факультет іноземних мов.
У 1984 році Курський державний педагогічний інститут був нагороджений орденом "Знак Пошани".
У 1994 році вишу був привласнений статус педагогічного університету. У 2003 році виш перетворений в Курський державний університет.

## Факультети
- Актуальних напрямків
- Дефектологічний
- Довишівської підготовки
- Природничо-географічний
- Індустріально-педагогічний
- Іноземних мов
- Інформатики та обчислювальної техніки
- Мистецтв
- Історичний
- Педагогіки і психології
- Підвищення кваліфікації і перепідготовки кадрів
- Теології і релігієзнавства
- Физико-математичний
- Фізичної культури і спорту
- Філологічний
- Філософії, соціології та культурології
- Художньо-графічний
- Економіки та менеджменту
- Юридичний